# Ryan Keberle

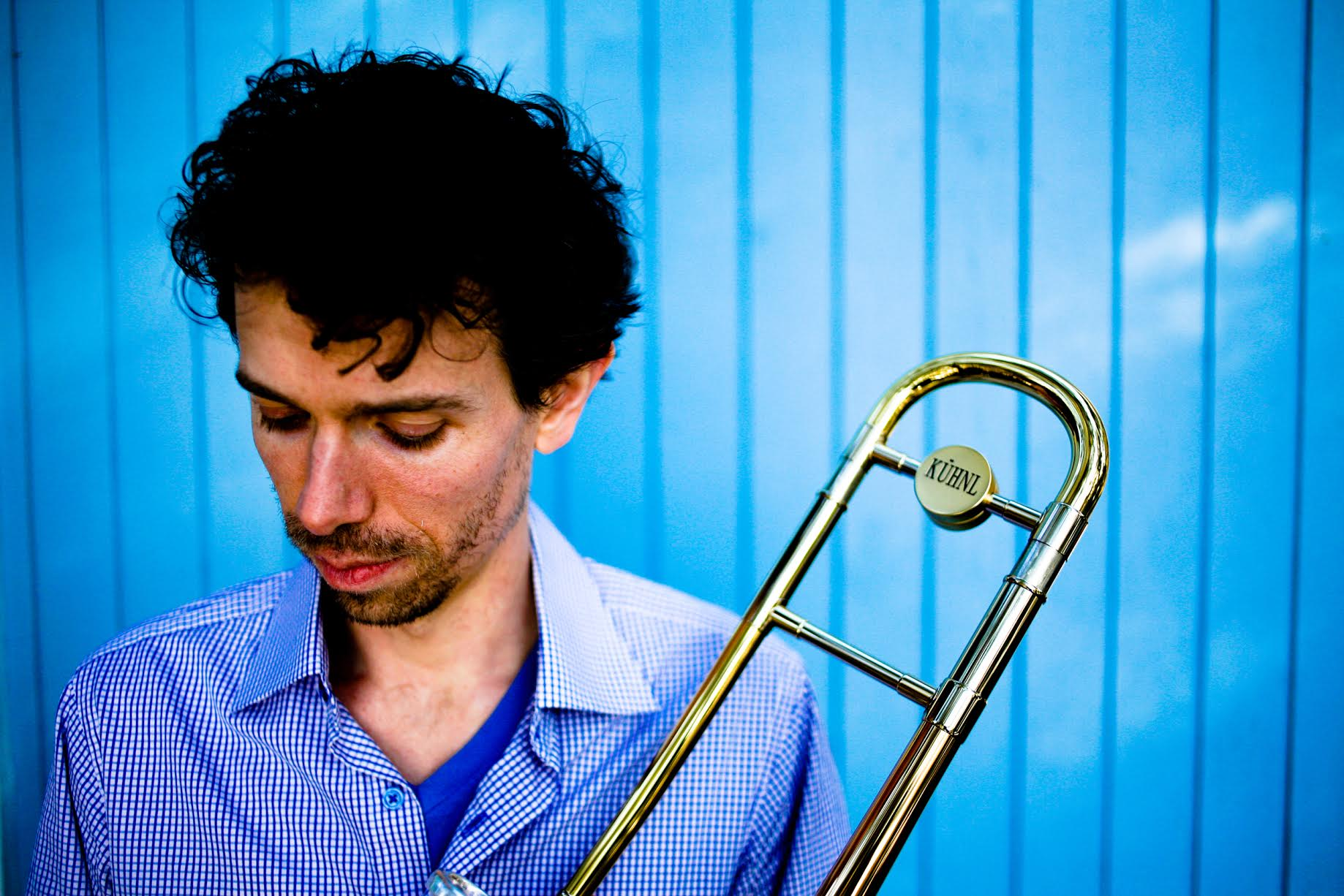
Ryan Keberle (2012)

Ryan Keberle (* 16. Juni 1980) ist ein US-amerikanischer Jazzposaunist.

## Leben und Wirken
Keberle graduierte 2001 an der Manhattan School of Music, wo er bei Steve Turre, Mike Abene und Manny Albam studierte. Nach Erhalt des William H. Borden Award setzte er seine Studien bei Wycliffe Gordon und David Berger am Institute for Jazz Studies der Juilliard School fort. Seitdem arbeitet er in New York City im Bereich des Jazz, der Latin Music, der klassischen Musik und der Rockmusik, u. a. als Mitglied der Saturday Night Live Band bei NBC. 2003 war er unter den Finalisten beim Thelonious Monk International Jazz Trombone Competition. 
Keberle war Mitglied im Maria Schneider Orchestra und in Darcy James Argues Secret Society (Dynamic Maximum Tension, 2023); außerdem arbeitete er im Bereich des Jazz mit Wynton Marsalis und dem Lincoln Center Jazz Orchestra, Frank Wess, Jimmy Heath, Slide Hampton, Charles McPherson, Percy Heath, Teo Macero, Joe Lovano, Eric Reed, Ivan Lins, Jon Hendricks, Madeleine Peyroux und Esteban Jordan. Als Studiomusiker arbeitete er ferner mit Künstlern wie Justin Timberlake, Beyoncé, Mariah Carey, Rihanna, Mary J. Blige und Alicia Keys. 2007 legte er sein Debütalbum mit dem Ryan Keberle Double Quartet vor (u. a. mit Marshall Gilkes), 2010 gefolgt von Heavy Dreaming. 2011 wirkte er bei Ryan Truesdells Gil-Evans-Projekt Centennial – Newly Discovered Works of Gil Evans mit. Er spielt mit dem Bläserensemble Big Sackbut, dem auch Joe Fiedler, Josh Roseman und Marcus Rojas angehören; 2014 legte er das Album Music Is Emotion vor. Mit seinem Quintett Ryan Keberle & Catharsis entstanden bisher sechs Alben, zuletzt die Produktionen Find the Common, Shine a Light (2017) und I Hope I Hold (2019). Mit dem Kammerensemble Reverso, das er mit dem Pianisten Frank Woeste bildete und durch den Cellisten Vincent Courtois und den Schlagzeuger Jeff Ballard verstärkte, entstand 2016 das Album Suite Ravel. Das Reverso-Folgealbum The Melodic Line (Outhere 2020) widmete sich (wieder mit Courtois) der Musik der Groupe des Six. Auf dem Alben Sonhos da Esquina (2022) und Consideranto (2023)
beschäftigte er sich wiederum mit brasilianischer Musik.
2001 war Keberle künstlerischer Leiter des New Yorker Jugendorchesters Jazz Band Classic, die ihre Premiere mit einem Jimmy-Heath-Programm hatte und auch in der Carnegie Hall auftrat. Seit 2004 unterrichtet er im Jazzprogramm des Hunter College.
2015 gewann er in den Down Beat Kritiker-Polls in der Rising Star Kategorie.